# Стэнилэ, Штефания
Али́на Штефа́ния Стэни́лэ (рум. Alina Ștefania Stănilă; род. 27 декабря 1997 года, Аниноаса, Хунедоара, Румыния) — румынская гимнастка, чемпионка Европы по спортивной гимнастике 2014 года в командном первенстве. В 2014 году также выступила в составе сборной Румынии на Чеипионате мира в Наннине, но там румынская команда осталась на четвёртом месте, проиграв США, Китаю и России.